# Louis Bontemps
 (août 2025).
La mise en forme du texte ne suit pas les recommandations de Wikipédia : il faut le « wikifier ».
Les points d'amélioration suivants sont les cas les plus fréquents. Le détail des points à revoir est peut-être précisé sur la page de discussion.
- Les titres sont pré-formatés par le logiciel. Ils ne sont ni en capitales, ni en gras.
- Le texte ne doit pas être écrit en capitales (les noms de famille non plus), ni en gras, ni en italique, ni en « petit »…
- Le gras n'est utilisé que pour surligner le titre de l'article dans l'introduction, une seule fois.
- L'italique est rarement utilisé : mots en langue étrangère, titres d'œuvres, noms de bateaux, etc.
- Les citations ne sont pas en italique mais en corps de texte normal. Elles sont entourées par des guillemets français : « et ».
- Les listes à puces sont à éviter, des paragraphes rédigés étant largement préférés. Les tableaux sont à réserver à la présentation de données structurées (résultats, etc.).
- Les appels de note de bas de page (petits chiffres en exposant, introduits par l'outil «  Source ») sont à placer entre la fin de phrase et le point final[comme ça].
- Les liens internes (vers d'autres articles de Wikipédia) sont à choisir avec parcimonie. Créez des liens vers des articles approfondissant le sujet. Les termes génériques sans rapport avec le sujet sont à éviter, ainsi que les répétitions de liens vers un même terme.
- Les liens externes sont à placer uniquement dans une section « Liens externes », à la fin de l'article. Ces liens sont à choisir avec parcimonie suivant les règles définies. Si un lien sert de source à l'article, son insertion dans le texte est à faire par les notes de bas de page.
- La présentation des références doit suivre les conventions bibliographiques. Il est recommandé d'utiliser les modèles {{Ouvrage}}, {{Chapitre}}, {{Article}}, {{Lien web}} et/ou {{Bibliographie}}. Le mode d'édition visuel peut mettre en forme automatiquement les références.
- Insérer une infobox (cadre d'informations à droite) n'est pas obligatoire pour parachever la mise en page.

Pour une aide détaillée, merci de consulter Aide:Wikification.
Si vous pensez que ces points ont été résolus, vous pouvez retirer ce bandeau et améliorer la mise en forme d'un autre article.

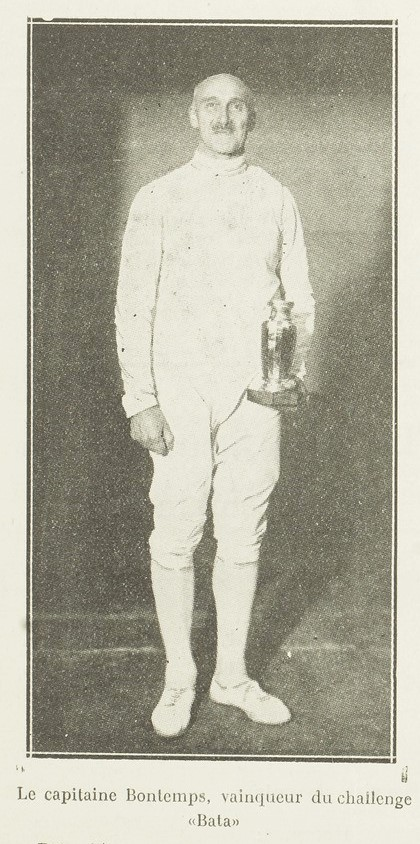

Louis Bontemps, né le 8 mars 1883 à Offlanges (Jura) et mort le 26 janvier 1971 à Paris 17e est un escrimeur français.

### L'esprit de l'épée et du devoir
Retracer la vie de Louis Bontemps, c'est parcourir presque un siècle de l'histoire de l'escrime française et, au-delà, celle d'un homme d'honneur, de rigueur et de service. Né en 1883, Bontemps entre dès 1903 dans la salle d'armes du 5e régiment du Génie à Versailles. Très tôt, sa haute stature, son regard franc et son style incisif s'imposent dans les cercles de l'escrime militaire, puis civile. Épéiste de talent, sa présence est constante dans les compétitions de tous niveaux : régionales, nationales, internationales. Il n’y avait pas de podium sans son nom.
Louis Bontemps n'est pas seulement un escrimeur de terrain. En lui, l'âme du compétiteur se double de celle, plus rare encore, du bâtisseur. Élu président du Cercle d'escrime de Metz en 1930— qui est devenu la Société d'escrime de Metz — il devient rapidement une figure centrale de la Fédération d'escrime de Lorraine et Champagne, d'abord en tant que secrétaire général, puis comme président. En 1930, il façonne les contours d'une gouvernance visionnaire, convaincu que la modernité ne se refuse pas : il est l'un des premiers à promouvoir le contrôle électrique à l'épée, pour mettre fin aux soupçons de partialité qui ternissaient certaines joutes.
C'est dans le sillage des grandes mutations du sport qu'il s'inscrit, avec un regard tourné vers l'avenir. Vice-président de la Fédération française d'escrime (FFE) en 1942, puis président à partir de 1945, il ne cesse de penser aux jeunes générations. Il initie la création de centres d'enseignement gratuits pour les enfants et les étudiants, fonde un brevet scolaire pour les moins de 20 ans, puis impulse, au niveau international, la naissance des championnats du monde juniors. Il comprend mieux que quiconque que l'élite sportive se prépare dès l'enfance. À son initiative, un critérium national pour les moins de 15 ans, avec sélection régionale, voit le jour. Loin d'être une simple réforme, c'est une refondation.
Louis Bontemps a la plus grande admiration pour Pierre de Coubertin, le rénovateur des Jeux olympiques. Cette admiration ne reste pas lettre morte. De 1953 à 1963, puis de 1966 à 1967, il préside le Comité français Pierre-de-Coubertin, fondé en 1950 sous le nom d'association nationale pour la défense et le développement du sport, des activités physiques et du plein air. Ce comité, reconnu comme l'un des principaux comités d'éthique du sport français, prolongeait l'action morale et éducative chère à Coubertin et Bontemps y apporte toute la rigueur de son engagement. Il milite énergiquement pour le maintien de l'esprit olympique, tout en tenant compte des évolutions sociales de son temps.
Soldat dans l'âme comme dans le corps, il sert la France avec une rigueur façonnée sous la houlette des plus grands : les généraux Maunoury, Mangin, Pétain, Giraud ou encore Billotte. Durant deux guerres mondiales, il montre un courage sans faille : cinq palmes sur sa Croix de guerre, une blessure, le ruban puis la rosette de la Légion d’Honneur. En 1953, la cravate de commandeur de la Légion d'honneur vient récompenser à la fois le militaire valeureux et le dirigeant infatigable. Son éthique est simple mais intransigeante :
« Un dirigeant ou un escrimeur qui accepte la mission bénévole d’une sélection n’a plus que des devoirs envers la France à l’exclusion de droits ».
En novembre 1965, à l'heure de transmettre les rênes de la FFE après vingt-cinq années de service, Louis Bontemps s'adresse à l'assemblée d'une voix libre et droite. Son discours est un adieu digne, nourri d'humilité, de reconnaissance et d'humour discret  : « Si le sport était une religion reconnue, comme l'est la religion catholique, nul doute que vous auriez milité pour ma béatification » et il conclut, en esquissant un sourire sans amertume : « Un homme équilibré doit savoir quitter une maîtresse, surtout s’il est âgé ».
Sous sa présidence, le nombre de licenciés de la fédération quadruple, passant de 3 000 à plus de 12 000. Il laisse à son successeur, René Mercier, une structure solide, un élan puissant et une communauté rassemblée.
Même après s'être éloigné des affaires fédérales, Louis Bontemps ne quitte jamais vraiment la piste. A partir de janvier 1965, Il intègre, pour quelques mois encore, le bureau de la Fédération internationale d'escrime au côté du président Pierre Ferri.
Octogénaire, il continue à participer, à conseiller et à veiller. Il ne comprend pas le repos. Il est de ceux que la mort doit prendre debout et c'est bien ainsi, en pleine 88e année, qu'elle le surprend. Il meurt le 26 janvier 1971 à Paris.
Ce n’est pas seulement une vie d’engagement, de service et de passion qui s'éteint : c'est un chapitre de l’histoire de l'escrime française qui se referme .

## Palmarès sportif
Challenge Bata, en 1934 : 1er.

## Hommages
Chevalier de la Légion d'honneur le 10 juillet 1920
 Officier de la Légion d'honneur le 17 septembre 1940
 Commandeur de la Légion d'honneur en 1953
 Croix de Guerre 1939-1945
 Médaille de la Victoire
La salle d'armes de Metz porte son nom.

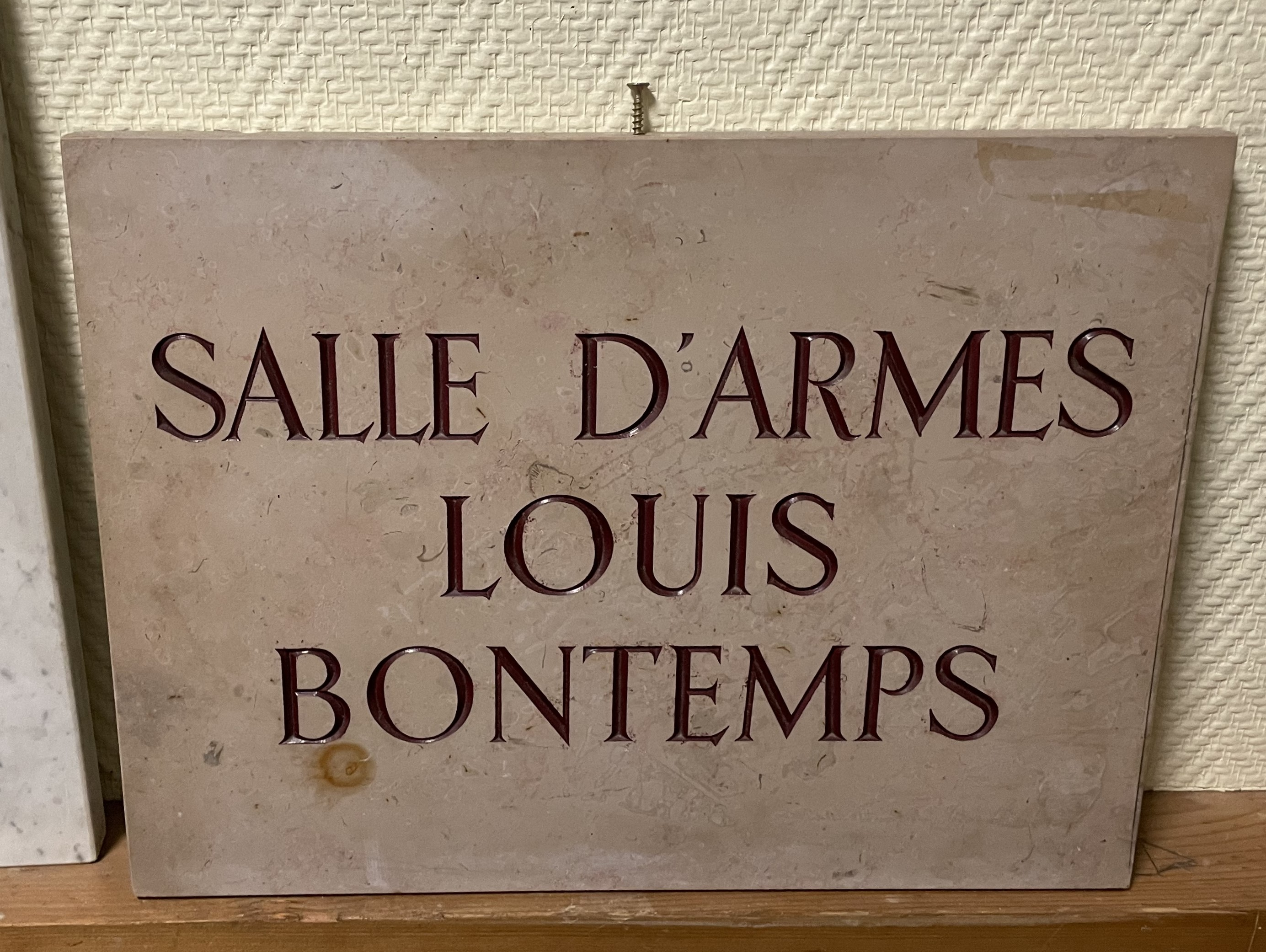
Plaque Louis Bontemps (salle d'escrime de Metz)
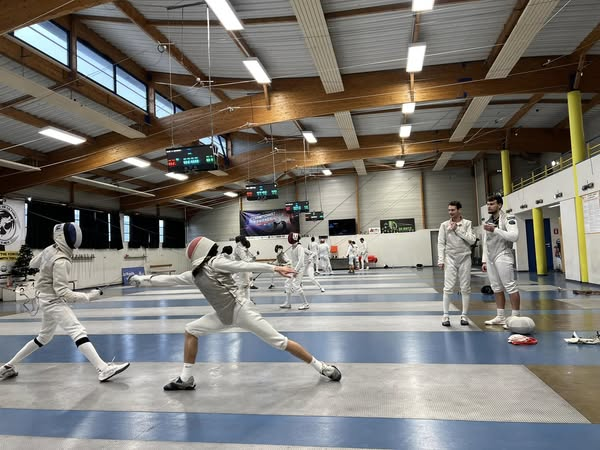
Salle Louis Bontemps à Metz.